# Boisbergues
Boisbergues là một xã ở tỉnh Somme, vùng Hauts-de-France, Pháp.

## Địa lý
Thị trấn này tọa lạc 18 dặm Anh về phía đông của Abbeville trên đường D59. 

## Dân số
| 1962                                                         | 1968 | 1975 | 1982 | 1990 | 1999 |
| ------------------------------------------------------------ | ---- | ---- | ---- | ---- | ---- |
| 63                                                           | 96   | 83   | 79   | 71   | 76   |
| Số liệu điều tra dân số từ năm 1962, dân số không tính trùng |      |      |      |      |      |